# Кривенький Іван Степанович
Іван Степанович Кривенький (псевдо «Захар»; 1919, с. Жизномир, ЗУНР — 19 грудня 1950, с. Білявинці) — учасник Національно-Визвольних змагань.
Надрайоновий (або районовий) провідник Служби Безпеки ОУН.

## Життєпис
Народився в 1919 році в с. Жизномир Бучацького повіту ЗУНР (нині Тернопільська область, Україна).
Під час навчання в школі став членом товариств «Луг», «Просвіта». Гарно співав, був дяком у церкві. Воював у лавах дивізії «Галичина». Під час одного з боїв у селі Русилів був важко поранений, лікувався у криївці у знайомих. Левко Бегерський (псевдо «Дон») був його вірним побратимом, вони мали криївки в лісах поблизу сіл Малі Заліщики, Броварі, містечка Золотий Потік, також на подвір'ї дитсадка. 1950 року він із товаришем, уродженцем Бариша, зробили криївку на горищі господаря Бойка в селі Білявинцях. Хтось видав повстанців, вони потрапили в оточення, розпочали бій. За одними даними, загинув у бою з підрозділом МДБ (за іншими — здійснив самогубство, не бажаючи потрапити до лап карателів). Тіла загиблих забрали до Бучача, де вони кілька діб лежали під стінами будинку НКВС, а потім були вивезені в урочище на горі Федір.
Дружина — Ірина, донька Михайла, уродженка села Цвітова, активно допомагала чоловікові. Репресована совітами, пережила 2 арешти, тортурована. Після другого арешту в 1947 році вивезена до Чортківської тюрми, засуджена до 10 років таборів. Після отримання права на поселення написала сестрі, щоб та надала притулок. Однак отримала відповідь, що повертатись не варто, а їх з Іваном донька Маруся (на момент арешту матері мала 6 років) померла. 1957 року відправлена додому та одразу в Буданівську психлікарню, при цьому не знала. де перебуває, вважала, що в тюрмі. Випадково її побачив односельчанин, який сповістив сестру, що проживала в Трибухівцях, яка таки забрала до себе Ірину. Проживаючи в сестри, якийсь час вдова не знала, що Марусю вдочерила Стефа-Марія Саранчук — зв'язкова «Захара», донька скульптора з Броварів Степана Саранчука, яку після доносу помістили до дитбудинку в Теребовлі.